# Boris Miličić
Boris Miličić (Verbász, 1979. április 4. –) szerb labdarúgó, hátvéd.

## Életpályája

### Diósgyőr
2008 nyarán került a csapathoz, azóta a belső védelem állandó tagja. 2009 februárjában majdnem Kínába igazolt, az ottani egyesület fizetni is hajlandó lett volna érte, de végül nem született megegyezés a játékost illetően, így maradt. 2009 nyarán is felvetődött a távozás lehetősége, de végül 2010 januárjában vált meg a csapat a játékostól. 2011 telén igazolt újra Magyarországra, a Szolnokhoz.

### Korábbi klubjai
- Javor Ivanjica (szerb II. o.)
- Diósgyőri VTK

### NB1-es pályafutása
- Mérkőzések: 35
- Gólok száma: 5